# Пасічник Світлана Анатоліївна
Світла́на Анато́ліївна Па́січник (нар. 23 березня 1975, Овідіополь, Українська РСР, СРСР) — колишня українська гандболістка, яка була натуралізована Хорватією, і грала  за збірну Хорватії на позиції правої півсередньої. 

## Біографія
Почала займатися гандболом з 1982 року. Бабуся Світлана дружила з відомою гандболісткою Тетяною Макарець, яка теж родом з Овідіополя, і відвела онуку на гандбол, щоб та теж стала знаменитою. Перший тренер — Володимир Семенович Бондаренко. Займалася у рідному місті до 13 років, потім до 15 років навчалася у київському спортивному ліцеї-інтернаті. Після цього тренувалася у столичному «Спартаку», відвідувала школу та почала грати за іншу команду, оскільки столична команда в той час був дуже сильною, а молода гравчиня не могла потрапити у склад.
Після випуску зі спортінтернату з 1992 року виступала за кіровоградський «Інгул», де провела 7 років.
1998 року почала закордонну кар'єру у хорватському клубі «Звєчєво» (Пожега). Впродовж трьох сезонів поспіль ставала найкращою бомбардиркою чемпіонату, за їй вручили пам'ятний іменний браслет, а тренер національної команди Хорватії Ненад Шоштарич запропонував виступати за цю збірну. Після цього хорватський клуб збанкрутував і Пасічник переїхала у Словенію, де приєдналася до команди «Дегро Піран». 2002 року вона повернулася до Хорватії, де протягом 9 років виступала за команди, що розігрували перші два місця у чемпіонаті —  «Локомотив» (Загреб) і «Подравку» (Копривниця). З ними вона виграла 7 титулів чемпіонки та 6 кубків Хорватії. 2006 році Пасічник разом з «Подравкою» дійшла до фіналу Кубка ЄГФ. 
2011 року Світлана Пасічник переїхала до російської «Зірки» (Звенигород), з якою в тому самому році зіграла у чвертьфіналі Кубка кубків ЄГФ.
2012 року після одного сезону у «Зірці» клуб розстався з правою півсередньою і вона завершила кар'єру у віці 37 років.
Після завершення професіональної ігрової кар'єри повернулася до рідного Овідіополя, де працювала тренеркою з гандболу у ДЮСШ №1 Овідіопольського району, а також виступала за ветеранські команди. У складі команди м. Овідіополя стала переможницею всеукраїнського турнір серед ветеранів 2015 і 2016 рр., а також була визнана найкращою гравчинею цих турнірів. Також 2015 року у складі команди Одеський регіон посіла 6 місце на Європейських іграх з гандболу серед ветеранів, що проходили у Франції.
2017 року у складі команди Одеський регіон перемогла у всеукраїнському турнірі серед ветеранів Кубок Імпульсу. а також виграла звання найкращої гравчині.
24 лютого 2022 року після початку повномасштабного вторгнення росії в Україну пішла до місцевого ТЦК та СП, щоб долучитися до українського війська. Оскільки Пасічник не мала військового квитка, то там записали її телефон і попоросили почекати. Згодом стала бойовою медикинею в одному з батальйонів 122-ї окремої бригади територіальної оборони ЗСУ. Під час одного з ворожих обстрілів Пасічник була поранена.

## Титули і досягнення
- Чемпіонат Хорватії
  -  Чемпіонка (7): 2004, 2006, 2007, 2008, 2009, 2010, 2011

- Кубок Хорватії
  -  Володарка (6): 2005, 2006, 2008, 2009, 2010, 2011

- Кубок ЄГФ
  -  Фіналістка (1): 2006

- Кубок кубків ЄГФ
  - Півфіналістка (1): 2008
  - Чвертьфіналістка (3): 2003, 2007, 2012

- Середземноморські ігри
  -  Бронзова призерка (1):  2005

## Індивідуальні нагороди
- Найкраща гандболістка Хорватії: 2004/05[17], 2005/06[18], 2006/07[6]
- Майстерка спорту з гандболу в Україні (1997)
- Нагороджена почесними грамотами